# 资寿寺
36°53′28″N 111°49′45″E / 36.89111°N 111.82917°E
资寿寺位于中国山西省灵石县静升镇苏溪村，2001年被列为第五批全国重点文物保护单位。
资寿寺始建于唐，金末被焚毁，元重修，明初荒废，成化三年（1467年）重建，天启二年（1622年）形成现有规模。寺院坐北朝南，南北长400米，东西宽300米。建筑布局上有前后两院，前院沿中轴线有山门、仪门、金刚殿、天王殿，旁有钟鼓楼和东西配殿等建筑，后院以大雄宝殿为中心，周围有弥陀殿、药师殿、地藏殿、二郎殿、弥勒殿、三大士殿。各殿内共有壁画248.34平方米和彩塑百尊。
- 影壁和仪门
- 明代砖坊
- 关帝庙
- 元代山门
- 天王殿
- 竖三世佛殿
- 土地堂
- 大雄宝殿和左右两侧的药师殿、阿弥陀佛殿
- 大雄宝殿
- 西侧碑亭和地藏王殿、二郎殿
- 东侧碑亭和弥勒殿、三大士殿
- 阿弥陀佛殿